# Годежен пръстен
Годежният пръстен е пръстен, показващ, че човекът, който го носи, е сгоден (поел ангажимент да се ожени/омъжи), особено в западните култури. Пръстенът се представя като годежен подарък от партньор на бъдещата му съпруга, когато той предлага брак или директно след приемане на предложение за брак. Годежният пръстен представлява официално споразумение за бъдещ брак.
В западните страни годежните пръстени се носят предимно от жени, а пръстените могат да съдържат диаманти или други скъпоценни камъни. Неологизмът „mangagement“ понякога се използва за годежен пръстен, носен от мъже. В някои култури мъжете и жените носят съвпадащи пръстени, а годежните пръстени също могат да се използват като сватбени пръстени. В англосаксонските страни пръстенът обикновено се носи на безименния пръст на лявата ръка, но обичаите се различават значително навсякъде по света.
Нито годежният, нито друг пръстен се носи по време на сватбената церемония, когато сватбеният пръстен се слага от младоженеца върху пръста на булката като част от ритуала, а понякога и от булката върху пръста на младоженеца. След сватбата годежният пръстен обикновено се поставя отново и обикновено се носи от външната страна на сватбения пръстен.

## История

### В древността
Въпреки че на древните египтяни понякога се приписва изобретяването на годежния пръстен, а на древните гърци – възприемането на традицията, историята на годежния пръстен може да бъде проследена надеждно чак до древен Рим.

### Средновековие
Вестготският кодекс от средата на VII век изисква „когато церемонията по сгодяването е извършена, ..., и пръстенът трябва да бъде даден или приет като залог, въпреки че може да не е било ангажирано писмено, обещанието при никакви обстоятелства няма да бъде нарушено".

### Ренесанс
Първото добре документирано използване на диамантен пръстен за означаване на годеж е от ерцхерцог Максимилиан I в императорския двор на Виена през 1477 г., след сгодяването му с Мария Бургундска. Тогава това повлиява на хората от по-висока социална класа и със значително богатство да подаряват диамантени пръстени на своите близки.

### Реформация
По време на протестантската реформация сватбеният пръстен замества годежния пръстен като основен пръстен, свързан с брака. В католическите страни преходът се осъществи малко по-късно.

### Просвещение
По време на епохата на Просвещението, както gimmal пръстените (от лат. „gemellus“, два или три пръстена съвпадащи и формиращи един общ), така и „posie“ пръстените (златни пръстени с къс надпис, обикновено от вътрешната им страна) са били популярни, въпреки че последният е бил по-често използван като израз на чувство, отколкото като официален ангажимент.

### Викторианска епоха
В Южна Африка диамантите са открити за първи път през 1866 г., въпреки че те не са идентифицирани като такива до 1867 г. Към 1872 г. добивът на диамантените мини надхвърля един милион карата годишно. Тъй като производството се увеличава, тези с по-ниски средства успяват да се включат в това движение. Въпреки това, диамантените годежни пръстени дълго време циркулират сред благородници и аристокрацията, а традицията често предпочита по-опростените годежни ленти.

### 20 век
В Съединените щати популярността на диамантените годежни пръстени намалява след Първата световна война, още повече след началото на Голямата депресия.

### 21 век
В началото на 21 век бижутерската индустрия започва да пуска на пазара годежни пръстени за мъже под името „mangagement пръстени“.

## Вижте още
- Брачна халка